# Zeke Zarchy
Rubin "Zeke" Zarchy (New York, 12 juni 1915 - Irvine (California), 12 april 2009) was een Amerikaans solo-trompettist uit de tijd van de Bigband.
In 1934 werd hij lid van het orkest van Joe Haymes. Vervolgens speelde hij met Benny Goodman in 1936 en met Artie Shaw in 1937. Van 1937 tot 1942 speelde hij met de bands van Red Norvo, Bob Crosby, Mildred Bailey, Frank Sinatra, Helen Ward, Judy Garland, Tommy Dorsey en Ella Fitzgerald. Zijn trompetspel is te beluisteren op klassieke opnames als Benny Goodmans Bugle Call Rag, Glenn Millers Moonlight Cocktails en Bob Crosby's South Rampart Street Parade.
Bij het uitbreken van de Tweede Wereldoorlog was Zarchy de eerste muzikant die door Glenn Miller werd uitgekozen voor wat zou uitgroeien tot de bekende "Army Air Force Band". Na de oorlog vroeg zanger Frank Sinatra Zarchy om naar Los Angeles te verhuizen en er studiomuzikant te worden. Hij speelde er op de platen van honderden zangers, zoals Louis Armstrong, Tony Bennett, Dinah Shore en The Mills Brothers. Zijn trompetspel is ook te beluisteren in vele klassieke Hollywood-films, als West Side Story, Dr. Zhivago en The Glenn Miller Story uit 1953. In de jaren 60 en 70 speelde hij ook veel voor televisie voor onder meer de The Smothers Brothers Comedy Hour, The Danny Kaye Show en The Jonathan Winters Show. Later maakte Zarchy verschillende tournees in Europa, Latijns-Amerika en Australië en trad 32 maal op in Japan.